# Gedea tibialis
Gedea tibialis är en spindelart som beskrevs av Zabka 1985. Gedea tibialis ingår i släktet Gedea och familjen hoppspindlar. Inga underarter finns listade i Catalogue of Life.